# You've Never Seen Everything
You've Never Seen Everything è il venticinquesimo album di Bruce Cockburn, pubblicato dalla True North Records nel 2003. Il disco fu registrato tra il 7 ottobre 2002 e il 16 dicembre 2002 in diverse sale di incisione: Studio Frisson (Montreal, Canada), The Clubhouse (Toronto, Canada), Deep Field (Nashville, Tennessee), Groove Masters (Los Angeles, California), Devonshire (Los Angeles, California).

## Tracce
1. Tried and Tested – 5:00 (Bruce Cockburn)
2. Open – 3:57 (Bruce Cockburn)
3. All Our Dark Tomorrows – 6:15 (Bruce Cockburn)
4. Trickle Down – 6:16 (Bruce Cockburn, Andy Milne, Carl Walker)
5. Everywhere Dance – 4:18 (Bruce Cockburn, Andy Milne)
6. Put It in Your Heart – 5:23 (Bruce Cockburn)
7. Postcards from Cambodia – 6:55 (Bruce Cockburn)
8. Wait No More – 4:04 (Bruce Cockburn)
9. Celestial Horses – 5:59 (Bruce Cockburn)
10. You've Never Seen Everything – 9:13 (Bruce Cockburn)
11. Don't Forget About Delight – 5:48 (Bruce Cockburn)
12. Messenger Wind – 3:29 (Bruce Cockburn)

## Musicisti
"Tried & Tested"
- Bruce Cockburn  - chitarra elettrica, voce
- Hugh Marsh  - violini, loop
- John Dymond  - basso
- Gary Craig - batteria
- Ben Riley  - batteria aggiunta
- Sam Phillips  - armonie vocali

"Open"
- Bruce Cockburn - chitarra acustica, chitarra elettrica, voce
- Colin Linden - mandolino elettrico
- Hugh Marsh - violino
- John Dymond - basso
- Gary Craig - batteria, percussioni
- Sarah Harmer - armonie vocali

"All Our Dark Tomorrows"
- Bruce Cockburn - chitarra a dodici corde, voce
- Hugh Marsh - violini, loops
- John Dymond - basso
- Gary Craig - batteria
- Ben Riley - batteria aggiunta
- Emmylou Harris - armonie vocali

"Tickle Down"
- Bruce Cockburn - chitarra elettrica, voce
- Andy Milne - pianoforte
- Hugh Marsh - violini
- Rich Brown - basso
- Ben Riley - batteria
- Gary Craig - percussioni

"Everywhere Dance"
- Bruce Cockburn - chitarra acustica, voce
- Andy Milne - pianoforte
- Gregoire Maret - armonica

"Put It in Your Heart"
- Bruce Cockburn - chitarra a dodici corde, chitarra elettrica, chitarra baritono, voce
- Hugh Marsh - violino
- John Dymond - basso
- Gary Craig - batteria, percussioni
- Maury Lafoy - armonie vocali
- Graham Powell - armonie vocali

"Postcards from Cambodia"
- Bruce Cockburn - chitarra acustica, voce
- Hugh Marsh - violini, tastiere, percussioni
- Steve Lucas - basso
- Colin Linden - basso aggiunto
- Ben Riley - batteria
- Emmylou Harris - armonie vocali

"Wait No More"
- Bruce Cockburn - dobro, voce
- Hugh Marsh - violino
- Larry Taylor - basso
- Stephen Hodges - batteria, pecussioni
- Gary Craig - percussioni
- Jonell Mosser - armonie vocali

"Celestial Horses"
- Bruce Cockburn - chitarra elettrica, voce
- Hugh Marsh - violino
- Larry Taylor - basso
- Stephen Hodges - batteria, percussioni
- Gary Craig - percussioni
- Jackson Browne - armonie vocali

"You've Never Seen Everything"
- Bruce Cockburn - chitarra elettrica, voce
- Andy Milne - pianoforte
- Dr. Divorce - loop
- Hugh Marsh - violino
- Larry Taylor - basso
- Stephen Hodges - percussioni
- Gary Craig - percussioni
- John Whynot - whistling
- Emmylou Harris - armonie vocali

"Don't Forget About Delight"
- Bruce Cockburn - chitarra acustica, voce
- Hugh Marsh - violino
- Steve Lucas - basso
- Ben Riley - batteria
- Sarah Harmer - armonie vocali

"Messenger Wind"
- Bruce Cockburn - chitarra acustica, voce
- Hugh Marsh - violini
- Larry Taylor - basso
- Stephen Hodges - marimba
- Gary Craig - percussioni